# ليليا برادو
ليليا برادو (بالإسبانية: Lilia Prado)‏ هي مغنية وممثلة مكسيكية، ولدت في 30 مارس 1928 في المكسيك، وتوفيت في 22 مايو 2006 بمدينة مكسيكو في المكسيك بسبب قصور كلوي.

## وصلات خارجية
- ليليا برادو على موقع IMDb (الإنجليزية)
- ليليا برادو على موقع ألو سيني (الفرنسية)
- ليليا برادو على موقع أول موفي (الإنجليزية)
- ليليا برادو على موقع قاعدة بيانات الأفلام السويدية (السويدية)
- ليليا برادو على موقع قاعدة بيانات الفيلم (الإنجليزية)
- ليليا برادو على موقع كينوبويسك (الروسية)